# Сандер, Анга Александрович
Анга Александрович Сандер (13 февраля 1925, Киев — 24 января 1995, Новосибирск) — советский учёный в области строительства, доктор технических наук.

## Биография
Родился 13 февраля 1925 года в Киеве. В этом же году его семья переселилась в Новосибирск. Окончил среднюю школу, после чего прошёл вступительные экзамены в Московский институт инженеров железнодорожного транспорта.
В 1943 году мобилизован в армию, где сначала был курсантом, впоследствии дослужился до помощника командира взвода в 325-м строевом полку 2-го Прибалтийского фронта.
После возвращения из армии поступил в Новосибирский инженерно-строительный институт (НИСИ), который окончил в 1950 году с отличием (специальность — «Теплогазоснабжение и вентиляция»). Трудился на стройках в Новосибирске (прораб, начальник производственно-технического отдела).
В 1953 году связал свою карьеру с НИСИ (лаборант и аспирант кафедры ТГиВ). Защитил диссертации на кандидатскую (1959) и докторскую (1970) степени. С 1953 по 1995 год — заместитель декана, декан гидротехнического факультета и проректор по учебной работе в НИСИ. В феврале 1965 — январе 1995 года заведовал кафедрой «Теплогазоснабжение и вентиляция».
Состоял в научно-техническом Совете Минвуза СССР, Высшей аттестационной комиссии, головном Совете Минвуза по высшему архитектурному и строительному образованию, Российской ассоциации инженеров по отоплению и вентиляции. Работал в составе релколлегии журнала «Известия вузов».
С 1993 года — действительный член Жилищной коммунальной академии России, с 1994 — советник РА архитектурных и строительных наук.
Основатель научной школы в области аналитических методов изучения теплового режима ограждающих структур. Его исследовательские наработки стали применяться при строительстве в Новосибирске и в Сибири в целом, а также послужили материалом для учебников по строительной теплофизики.
Под руководством учёного было подготовлено 17 кандидатов наук.

## Некоторые сочинения
- Температурное поле ряда трубопроводов, заложенных в массиве. Известия вузов, серия «Строительство и архитектура». № 1. 1958;
- Экономический расчёт массивных нагревательных приборов с двусторонней теплоотдачей. Известия вузов, серия «Энергетика». № 12. 1968;
- Теплообмен в конструкциях, совмещённых с нагревательными элементами систем отопления. Диссертация доктора технических наук. Новосибирск. 1968[2].

## Память
Памятная доска на здании Новосибирского государственного архитектурно-строительного университета.

## Награды
Ордена Отечественной войны 2-й степени (1985), Красного Знамени, дважды — Трудового Красного Знамени (1981), медаль «За победу над Германией в Великой Отечественной войне 1941–1945 гг.», иные медали.